# World Gymnaestrada 2019
Gymnastikfestivallen 16. World Gymnaestrada finder sted den 7.-13. Juli 2019, og for anden gang afholdes det i Dornbirn, Vorarlberg. Under mottoet "Come together. Show your colours!" forventes der op mod 25.000 atleter fra over 55 nationer.
World Gymnaestrada arrangeres hvert fjerde år af Fédération Internationale de Gymnastique. Denne gymnastikfestival har ingen konkurrencemæssig karakter, men siden 1953 giver atleter fra hele verden mulighed for at præsentere sig selv og deres evner i løbet af den uge, festivalen varer. Over 15 danske hold er tilmeldt ifølge GymDanmark, den danske paraplyorganisation under Danmarks Idrætsforbund. Det er kun Dornbirn, Vorarlberg der har fået muligheden for at afholde World Gymnaestrada to gange. Den blev afholdt i Herning i 1987.

## Mottoet
Den første del af mottoet, come together, er baseret på mottoet fra World Gymnaestrada Dornbirn 2007 (come together. be one.), og skal bringe begivenheden fra 2007 i hu, idet den blev meget vel modtaget. På den anden side står mottoet for en invitation til alle nationers, gruppers og tilskueres sammenkomst omkring gymnastikkens festivitas.
Den anden del af mottoet, show your colors, refererer til mangfoldigheden og farveglæden i det verdensomspændende gymnastiksamfund. Bogstaveligt oversat betyder det "bekende kulør" eller "vise flag" - men kan også ses som en anmodning til deltagerne: "vis hvad I kan" - og en opfordring til alle involverede og alle fra Vorarlberg: "vis verden jeres gæstfrihed! "

## Arrangementer
- Åbningsceremoni: søndag, 7. juli 2019, 16:00, Stadion Birkenwiese, Dornbirn
- Holdopvisninger: mandag den 8. juli til fredag den 12. juli, Messe Dornbirn
- Storholdopvisninger: tirsdag den 9. juli til fredag den 12. juli Casino Stadium, Bregenz
- Opvisninger i forskellige byer og landsbyer i hele Vorarlberg fra mandag den 8. juli til fredag den 12. juli
- Nationale opvisningner: mandag 8., tirsdag 9. og torsdag, 11. juli, Messe Dornbirn, Messestadion Dornbirn og Messehalle neu
- Dornbirn Special: onsdag den 10. juli, Stadion Birkenwiese, Dornbirn
- FIG Gala: fredag den 12. juli og lørdag den 13. juli Messe Dornbirn, Messestadion Dornbirn
- Afslutningsceremoni: lørdag den 13. juli, Stadion Birkenwiese, Dornbirn

## Lokaliteter
Det centrale omdrejningspunkt er Messe Dornbirn, byens store messeområde. Holdopvisninger, de nationale opvisninger og FIG gala finder sted her. Stadion Birkenwiese i Dornbirn er vært for åbnings- og afslutningsarrangementet samt Dornbirn Special under World Gymnaestrada 2019. Storholdsopvisninger afholdes på Casino-Stadion i Bregenz. Derudover er der bygget udendørs scener i otte forskellige byer og landsbyer rundt om i Vorarlberg, hvor de lokale kan opleve mange opvisninger på tæt hånd.

## Weblinks
- Wikimedia Commons har flere filer relateret til World Gymnaestrada 2019
- http://www.wg2019.at
- https://gymdanmark.dk/